# イラン縦貫鉄道
イラン国有鉄道に関してはイラン・イスラーム共和国鉄道を参照

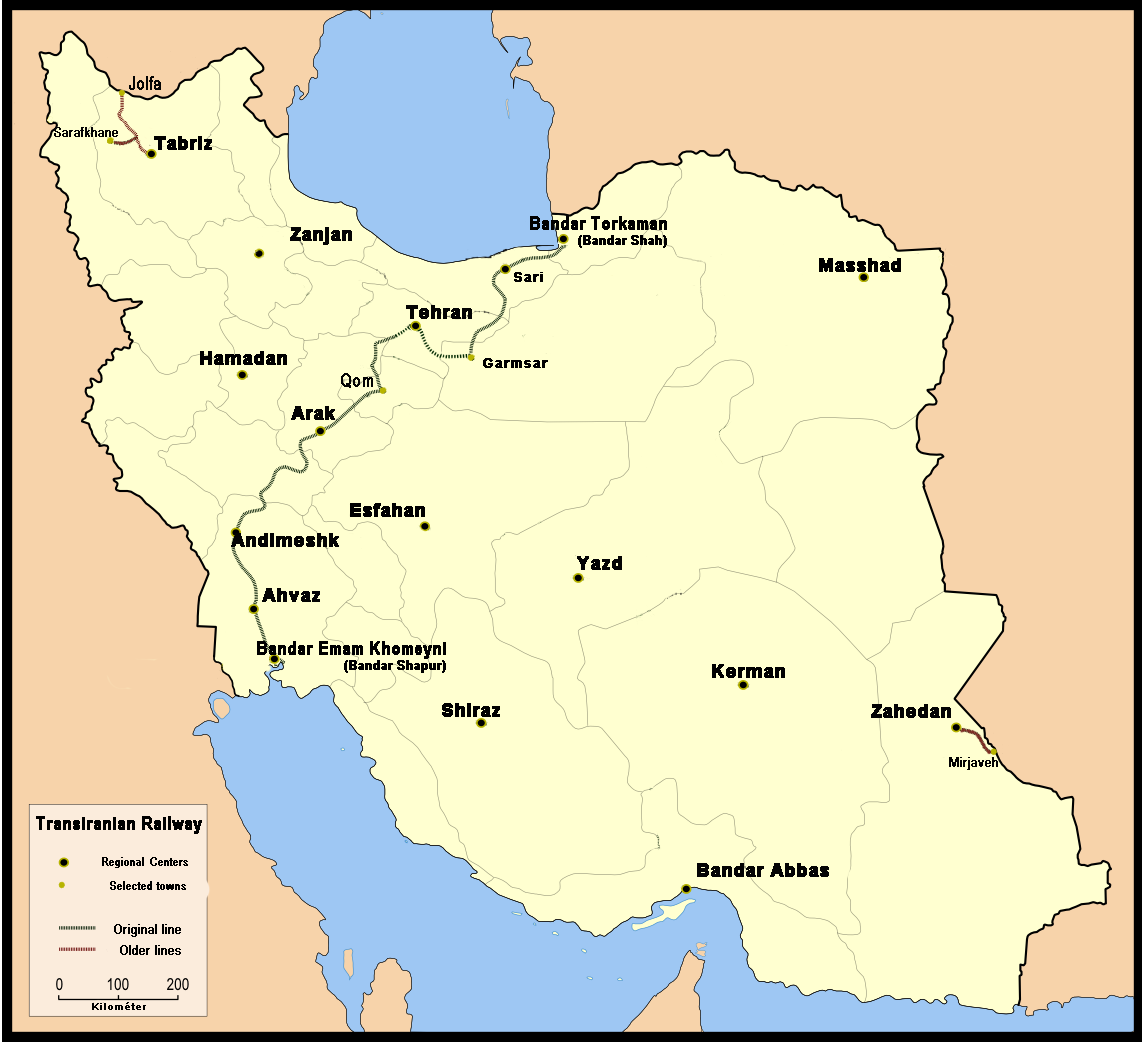
イラン縦貫鉄道 (1938年)

イラン縦貫鉄道もしくはイラン縦断鉄道（ペルシア語: راه‌آهن سراسری ایران、英語: Trans-Iranian Railway）は1930年代に開始され、1939年に完成したイランの計画鉄道である。レザー・シャーの治世に完成し、首都テヘランとペルシア湾とカスピ海を結ぶ全長1394kmの路線である。
完全なイランの国内資本によるものであるが、建設には国際的な建設会社が関与していた。最初の路線は急峻な山でも通っており、1/36の勾配が存在していたので、ループ線の様な急勾配を登る技術が必要であった。

## 地形的な障害
建設において、地形的な障害があった。これにより、一部のトンネルの放棄と、ルートの再編成が必要となった。
- 岩塩ドームを通過するトンネルは放棄された。地下水面の変動が塩を浸食するためである。
- 硬い岩盤から掘り始めたトンネルは粉状の石膏の地層に遭遇した。これは掘る速度より崩れる速度が速く、このトンネルも放棄された。
- 軽石の岩盤を通すトンネルは、つるはしやシャベルで掘れなかったため、不安定で作ることができなかった。
- 山を掘っていたトンネルは途中で空洞とぶつかった。そのため、トンネルの真ん中に橋が必要となった。
- 綺麗な水が手に入りにくいためにモルタルやコンクリートの作成時に問題が生じた。
- アルボルズ山脈を横切る際、ヴァリスク橋（en）のような大きな橋を架けざるを得なかった。

主要な工程はスケジュールより早く予算内で完成し、最初の列車が1940年にテヘランに到着することができた。

## 第二次世界大戦
第二次世界大戦中、この鉄道はペルシア湾と中央アジアとソビエト連邦を結ぶペルシア回廊と呼ばれる補給ルートを構成していた。鉄道は、連合国がRSD-1形のようなディーゼル機関車を含む独自な設計の車両を投入したほどの、重要なものであった。

## 世界遺産
2021年にUNESCOの世界遺産リストに登録された（ID1585）。

### 登録基準
この世界遺産は世界遺産登録基準のうち、以下の条件を満たし、登録された（以下の基準は世界遺産センター公表の登録基準からの翻訳、引用である）。
- (2) ある期間を通じてまたはある文化圏において、建築、技術、記念碑的芸術、都市計画、景観デザインの発展に関し、人類の価値の重要な交流を示すもの。
- (4) 人類の歴史上重要な時代を例証する建築様式、建築物群、技術の集積または景観の優れた例。

## TV
スミスと呼ばれる男性が洞窟に住む魚を探す旅を行い映像化された(BBC？によって)。この鉄道線の旅とトンネルなどが映像化された。